# Golf d'Aix-les-Bains
Le Golf d'Aix-les-Bains Riviera des Alpes est un golf international de dix-huit trous (par 70) ayant une longueur de  5 519 mètres sur 45 hectares. Golf le plus ancien de la région Rhône-Alpes, et 5ème plus vieux golf de France,  il se situe dans la ville thermale d'Aix-les-Bains dans le département de la Savoie en France. Ouvert toute l'année, on y trouve une des plus grandes écoles de golf de la région Rhône-Alpes. 

## Histoire
Suivant une première création près de la colline de Corsuet en 1895, des résidents anglais fortunés décident d'un parcours de golf comprenant 9 trous en 1904. Il est décidé de l'établir au sein de l'hippodrome d'Aix-les-Bains. Cependant, on ne parle véritablement de golf que lors du rachat par la mairie du terrain. La municipalité va augmenter le nombre de trous pour passer de 9 à 18 trous. Ce doublement de capacité dote la ville d'un véritable parcours de golf d'ampleur international. Son inauguration a lieu en 1914 : son activité durant la Première Guerre mondiale est suspendue, la ville se transformant un temps en un vaste hôpital de l'arrière. Ce golf est le tout premier à être implanté dans la région Auvergne-Rhône-Alpes et il est le 5e golf le plus ancien de France. 
En 2025, le golf club fête les 130 ans du golf du 3 au 6 juillet 2025.

## Description
Le golf dispose de dix-huit trous. Il a une longueur de 5 519 mètres (par 70). Il s'étend sur une surface d'environ 45 hectares. Le parcours est parsemé d'obstacles naturels et il est praticable toute l'année grâce au microclimat dont bénéficie la ville d'Aix-les-Bains en raison de sa proximité avec le lac du Bourget. On peut également se restaurer dans un club-house ancien qui permet également la location de matériel et de voiturettes.

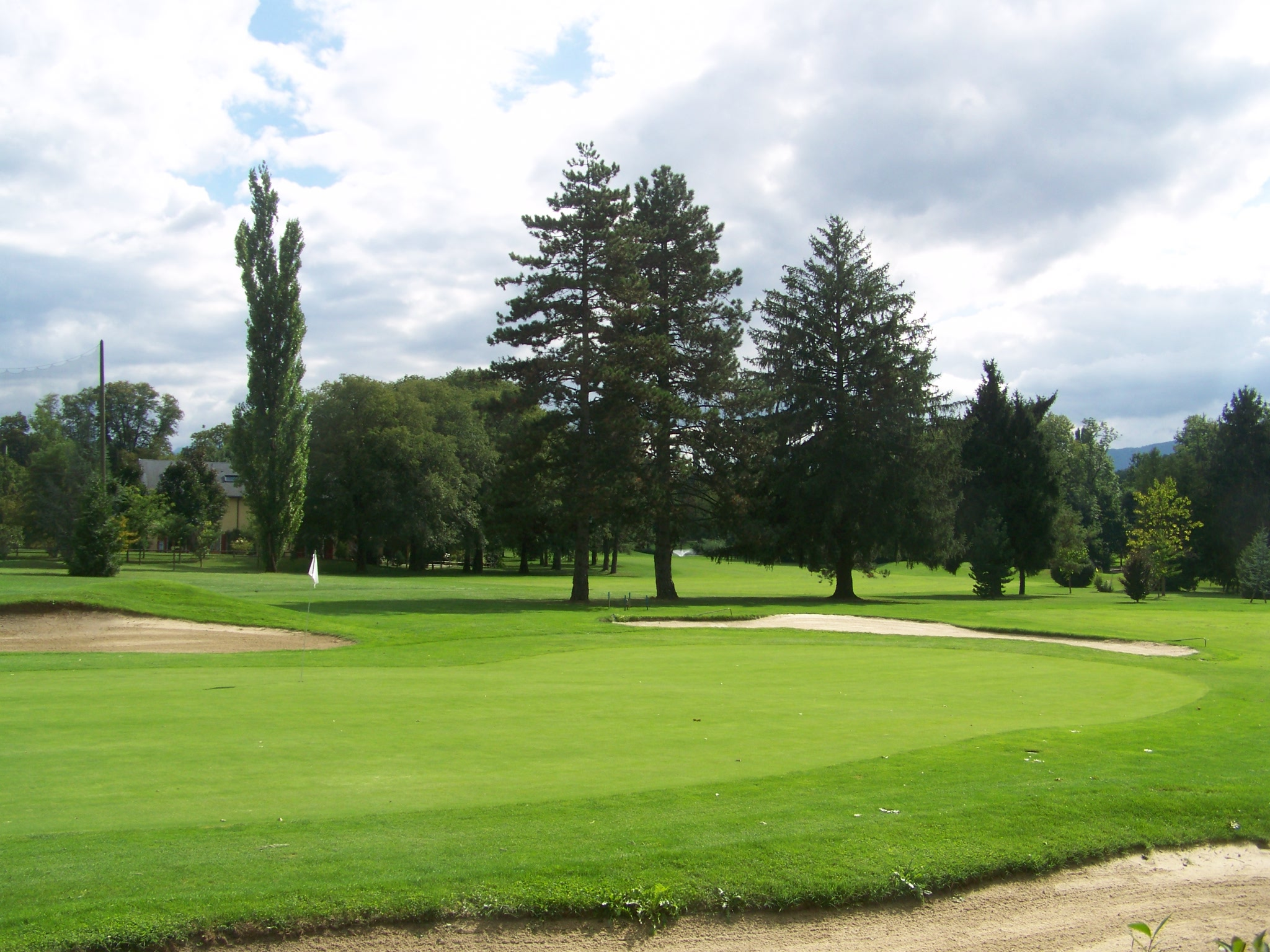
Terrain de golf d'Aix-les-Bains.

Le terrain, bien que très légèrement vallonné, reste cependant technique. L'ensemble du parcours est arboré et est arrosé régulièrement. Le ruisseau le Tillet serpente entre les pièces d'eau du fairway.
Le Golf Club d'Aix-les-Bains possède également une structure d'entrainement. Celle-ci comprend, entre autres, un practice de 22 postes couverts rénové en mars 2022, deux putting greens, deux trous d'entrainement et un pitching green.

## Les compétitions
Les compétitions ont généralement lieu le dimanche et les jours fériés.
- Grand Prix d’Aix les Bains: ce Grand Prix se déroule sur 36 trous, échelon 6 Index limité à 5. En 2024, il a été remporté par l’aixois Nicolas Marin et en 2025 par Alexandre Vapillon.
- Grand Prix Seniors : il s'agit du plus important rassemblement seniors de la Ligue. En 2024, ce Grand Prix a rassemblé plus de 150 joueurs
- Internationaux de France Séniors : organisés du 13 au 17 juillet 2021
- Trophée Puiforcat (Championnat de France 1ère Division Mid-Am): Du 22 au 25 Juin 2023

## Le Golf Club d'Aix-les-Bains

### Présentation

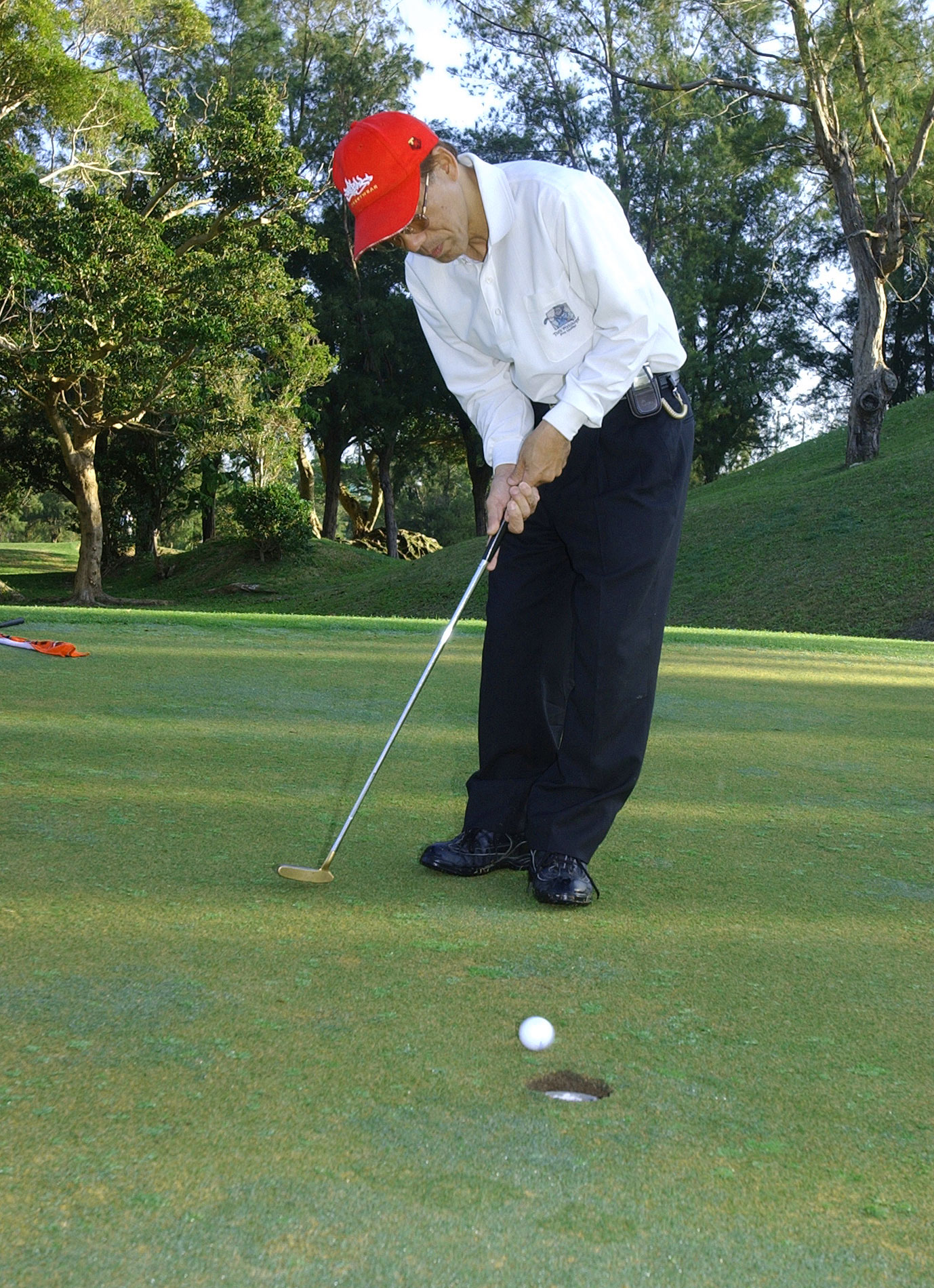
Un golfeur en action sur le green.

Le Golf club d'Aix-les-Bains compte au total 650 adhérents dont 80 à l'École de Golf.
- Président : Jean-Luc Scapolan
- Vice-Présidents: Sissi Levillain et Pierre-Olivier Rousseaux
- Directeur : Pierre-Antoine Missud [3]
- Enseignants : Michel Sandrini, François Gillot et Jean-Luc Biset

### Classements
D'après les classements Fédération française de golf (F.F.G.) des Clubs :
- Les Messieurs sont 16es sur 152 clubs classés
- Les Dames sont 21es sur 145 clubs classés
- Les Jeunes sont 21es au classement « Espoirs » sur 153 clubs classés
- Les Jeunes sont 18es au classement « Performance » sur 150 clubs classés

### École de golf et Biodiversité
L'école de golf que gère le club aixois est la première en Auvergne-Rhône-Alpes avec une centaine d'enfants. Le club a souhaité y créer une classe supérieure qui propose des entraînements plus poussés et adaptés aux joueurs ayant un niveau déjà confirmé. Cette classe est baptisée Académie de golf. L'intégration dans l'académie s'effectue après jugement par les professionnels du club. Si la moyenne d'âge de cette classe va de 10 à 16 ans, de plus jeunes amateurs peuvent cependant y être intégrés si leur niveau est élevée. L'académie de golf d'Aix-les-Bains est encadrée par trois entraîneurs, l'un entraîneur départemental, l'autre entraîneur de la Ligue Rhône-Alpes. En 2021, l'École de Golf d'Aix-les-Bains se classe 3e du Challenge des écoles de Golf de la Ligue Auvergne Rhône-Alpes. Sa jeune espoir Nastasia Nadaud devient Championne de France cadette et termine en 2022 Meilleure Joueuse Amateur Française.
En 2024, l’équipe 1 Messieurs composée des jeunes du club montent en 1ere Division nationale et disputera en 2025 le prestigieux Trophée Gounouilhou.
En 2024, le jeune joueur Justin Charoy devient Champion de France Minimes et rentre dans l’histoire du club.
Biodiversité
En 2022, le Golf Club d’Aix-les-Bains obtient le Label Bronze pour la Biodiversité en partenariat avec le Muséum National d’Histoire Naturelle et la Fédération Française de Golf.
En 2023, le golf met au normes environnementales toute son aire de lavage pour un investissement de 250 K€.
En 2024, le golf investit dans huit robots tondeuses électriques afin de limiter les émissions de dioxyde de carbone et de réduire sa consommation en énergie fossile.